# Салваторе Гарау
Салваторе Гарау (итал. Salvatore Garau, 1. јануар 1953) је италијански сликар, вајар и концептуални уметник.

## Биографија
Салваторе Гарау је започео своју уметничку каријеру као музичар у прогресивном рок бенду Stormy Six, пре него што се посветио сликарству и вајарству. Постао је познат по својим „невидљивим скулптурама“, у којима простор и идеја постају главни елементи уметничког дела. Једно од његових најпознатијих дела, Io Sono („Ја сам“), продато је 2021. године као нематеријална скулптура, изазивајући дебату о границама савремене уметности.

## Видети још
- Концептуална уметност
- Минимализам
- Савремена уметност